# 월평초등학교 옥정분교
월평초등학교 옥정분교는 대한민국 전라남도 장성군 황룡면 구대해길 3-12 (옥정리)에 있었던 공립 초등학교이다.

## 연혁
- 1965년 11월 17일 월평국민학교 옥정분교장 인가
- 1968년 1월 10일 옥정국민학교 인가
- 1968년 3월 1일 옥정국민학교 개교
- 1988년 3월 1일 월평국민학교 옥정분교장 개편
- 1996년 3월 1일 월평초등학교 옥정분교장 개편
- 1997년 2월 18일 제28회 졸업
- 1997년 3월 1일 월평초등학교로 통합

## 같이 보기
- 월평초등학교